# Prinsessparakit
Prinsessparakit (Polytelis alexandrae) är en fågel i familjen östpapegojor inom ordningen papegojfåglar.

## Utbredning och systematik
Fågeln förekommer i torra eukalyptusskogar i inre centrala och västra Australien.

## Status
IUCN kategoriserar arten som nära hotad.

## Namn
Fågeln är uppkallad efter Alexandra av Danmark (1844-1925), sedermera brittisk drottning men vid tiden för artens beskrivning kronprinsessa, därav det svenska trivialnamnet.